# عارض سماوي
العارض السماوي ما ثبت من قبل الشارع بدون اختيار العبد فيه ولهذا نسب إلى السماء فإن ما لا اختيار للعبد فيه ينسب إلى السماء على معنى أنه خارج عن قدرة العبد نازل من السماء كالجنون والصغر والعته والنسيان والنوم والإغماء والرزق والمرض والحيض والنفاس والموت. وضد العوارض السماوية سبعة الجهل والسكر والهزل والسفه والخطأ والإكراه.